# Mario Lanzi
Pour les articles homonymes, voir Lanzi.
Mario Lanzi, né le 10 octobre 1914 à Castelletto sopra Ticino et mort le 21 février 1980 à Schio, était un athlète italien. Spécialiste du 800 m, il a gagné trois médailles aux championnats d'Europe et Jeux olympiques.
Son grand rival était l'allemand Rudolf Harbig qui remporta le 800 m des championnats d'Europe en 1938, Lanzi devant se contenter du bronze.
Il a égalé en 1939 le record d'Europe du 400 m en 46 s 7 ; son record personnel sur 800 m était de 1 min 49 s.

## Palmarès

### Jeux olympiques
- Jeux olympiques de 1936 à Berlin ( Allemagne)
  -  Médaille d'argent sur 800 m

### Championnats d'Europe
- Championnats d'Europe d'athlétisme 1934 à Turin ( Italie)
  -  Médaille d'argent sur 800 m
- Championnats d'Europe d'athlétisme 1938 à Paris ( France)
  -  Médaille de bronze sur 800 m